# Coupe Sheriff Dewar
De Coupe Sheriff Dewar (kort Coupe Dewar) was een Franse voetbalcompetitie die voor het eerst gespeeld werd in 1899. De bekercompetitie werd opgericht als reactie op de Coupe Manier, waaraan enkel clubs mochten deelnemen die niet meer dan drie buitenlandse spelers opstelden.

## Erelijst
| Jaar | Winnaar                |
| ---- | ---------------------- |
| 1899 | Standard Athletic Club |
| 1900 | Club Français          |
| 1901 | Standard Athletic Club |
| 1902 | Standard Athletic Club |
| 1903 | USC Paris              |
| 1904 | Standard Athletic Club |
| 1905 | RC France              |
| 1906 | RC France              |
| 1907 | RC France              |
| 1908 | CA Paris               |
| 1909 | Gallia Club Paris      |